# Gösta Chatham

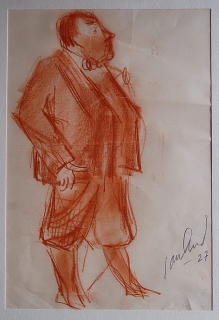
Vännen John Jon-Ands karikatyrteckning av Gösta Chatham från 1927.

Gösta Harald Chatham, ursprungligen Pettersson, född 22 maj 1886 i Örebro, död 16 juli 1961 i Södra Kulla i Finnerödja församling, då i Skaraborgs län, var en svensk målare och tidningstecknare.

## Biografi
Gösta Chatham avlade studentexamen 1905, blev elev vid SJ samma år och stationsskrivare vid Stockholms centralstation två år senare. Han flygutbildades vid Thulins flygskola i Ljungbyhed och erhöll svenskt flygcertifikat nr 140 1918. Från 1924 var han verksam som tecknare i Svenska Dagbladet. Hans teckningar fanns också med i Strix och andra tidningar, även ett antal tyska. Han gav även årligen ut ett häfte med egna teckningar. 
I slutet av andra världskriget övergick han till den tyskfinansierade Dagsposten som var Sveriges Nationella Förbunds huvudorgan. Han skulle senare även göra teckningar för efterföljaren Fria Ord, som började ges ut 1951. År 1941 publicerade han boken Små kommentarer till stora händelser på det malmöitiska tyska propagandaförlaget Dagens böcker och 1945 gjorde han illustrationerna till Fritz Reuters bok Livet på landet: Roman från den gamla goda tiden i tre delar som gavs ut på samma förlag. Vid den här tiden engagerade sig Chatham i ett antal nazistiska och högerextrema grupperingar. Mellan åren 1942–1944 var han medlem av Riksföreningen Sverige-Tyskland, 1942 i Svenska socialistiska partiet, 1943 i Svensk Opposition och från 1944 och fram till sin död 1961 i Sveriges nationella förbund.
Chatham skrev taltexter till den första Blanche revyn Harrys bar 1932. Han skrev också en egen absurd experimentrevy Chathams hörna 1933, där bland annat Sigge Fürst medverkade. Revyn blev utskälld av teaterkritikerna.
Chatham finns representerad vid Moderna Museet i Stockholm och Örebro läns museum.
Han var 1917–1926 gift med Mollie Faustman och blev far till läromedelsförfattaren Tuttan Faustman-Hedberg samt regissören och skådespelaren Hampe Faustman. Från 1933 var han sedan gift med Alva Nordberg (1907–1993).